# 波卡洪塔斯 (阿肯色州)
波卡洪塔斯（英語：Pocahontas）是一個位於美國阿肯色州蘭道夫縣的城市。根據2020年美國人口普查，該地人口為7371人，而該地的面積約為20.34平方千米。同時該地也是蘭道夫縣的縣治。波卡洪塔斯之名来源于美国东海岸弗吉尼亚州殖民地时代的一位知名印第安女性，她的名字经常被翻译成宝嘉康蒂。

## 地理
波卡洪塔斯的座標為36°15′49″N 90°58′24″W / 36.26361°N 90.97333°W，而該地的平均海拔高度為92米（即302英尺）。